# Stangala

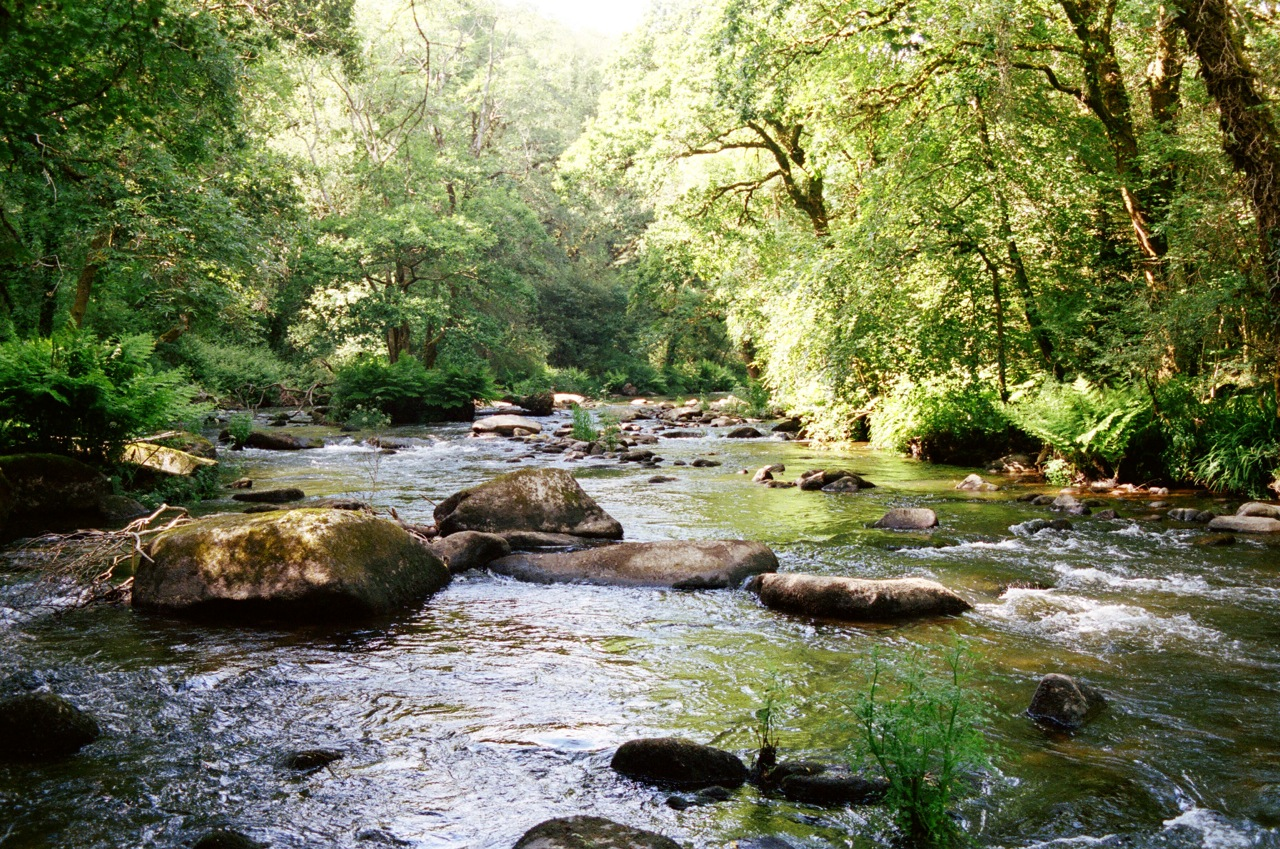
Le petit Stangala (partie basse), photo prise au milieu de l'Odet.

Le Stangala est la vallée du fleuve Odet en amont de Quimper. Son caractère encaissé l'a fait propre à servir de limite entre l'ancienne commune de Kerfeunteun et Ergué-Gabéric. Elle forme un pittoresque défilé où l'Odet s'insinue entre des hauteurs boisées, ce qui en fait un site naturel classé.

## Hydronymie
Le nom, en langue bretonne, se décompose en Stang (du breton stank, étang, ou stankenn, vallée) + Alar, de saint Alar, saint patron de la paroisse d'Ergué-Armel, honoré aussi à Ergué-Gabéric sous le nom saint Alour. Celui-ci semble avoir été assimilé parfois à saint Éloi, plus célèbre.
À Brest, le vallon du Stang-Alar possède la même étymologie.

## Légende et histoire
Une légende rapporte que saint Alar, poursuivi par des infidèles, demanda à Dieu une force surnaturelle afin de franchir le défilé d'un bond.
Une autre légende raconte l'histoire du Griffon du Stangala qui habitait la pointe de Griffonez. Tous les mois, on devait lui livrer une jeune fille qu'il dévorait ; jusqu'à ce que le jeune seigneur Mahonec le terrasse.
Pendant des siècles, le Stangala vit au rythme de diverses activités humaines dont il reste quelques traces : fermes, moulins à eau (dont ceux de Meil Poul et de la papeterie Bolloré), saboterie, activité charbonnière, carrières, pêche, exploitation forestière. 
Vers 1870, Jean-Marie Déguignet, un des rares paysans du XIXe siècle ayant écrit son autobiographie, né à Quélennec, tout à côté, pense y installer son ermitage au retour de la guerre du Mexique.
Le Stangala est considéré comme le plus « extraordinaire paysage terrien de la Basse-Cornouaille » par les Quimpérois qui ont longtemps aimé se balader dans ce paysage. Jusqu'à la fin du XXe siècle, des hommes proposent des perles des mulettes aux clients des principaux cafés de Quimperr.

## Géographie
La portion de vallée en gorge suit, sur environ cinq kilomètres, deux lignes de failles se croisant à angle droit d'où son parcours Est-Ouest, puis Nord-Sud. Les pentes escarpées, dépassent par endroits 45°. Ce défilé a été étudié par André Guilcher : « Les grandes ruptures de pente comme le Stangala paraissent être uniquement en rapport avec les conditions structurales. Toutes s'établissent dans la granulité de la bande de Locronan et à peu près au contact avec les schistes du synclinorium de Saint-Julien... mais l'explication structurale ne suffit pas : il s'est produit un soulèvement suffisant pour que la granulité laisse sa trace dans le profil. Le nom de ruptures de pente tectonico-structurales nous paraît bien traduire cette dualité d'influences ».
Colette Jehl a fait le point sur les études plus récentes sur le secteur du Stangala qui a fait l'objet de plusieurs études de géographes.
Le fond de la vallée est parsemé de gros blocs rocheux (appelés chaos granitique) qui permettent des passages à gué, lors des basses eaux. Des sentiers de randonnées pédestres et cyclistes ont été établis aussi bien le long des rives que pour l'accès depuis le plateau sur lequel ont été aménagés des parkings. Le GR 38 suit l'axe de la vallée. Des passerelles piétonnes ont été établies en deux points, au-dessus du cours d'eau (passerelle de Tréouzou, passerelle Meilh Poul).
Le cours tumultueux en hiver, classé II ou III et parfois plus, permet d'organiser des compétitions de kayak sur eaux vives. La compétition la plus importante est appelée « La Descente du Stangala ».

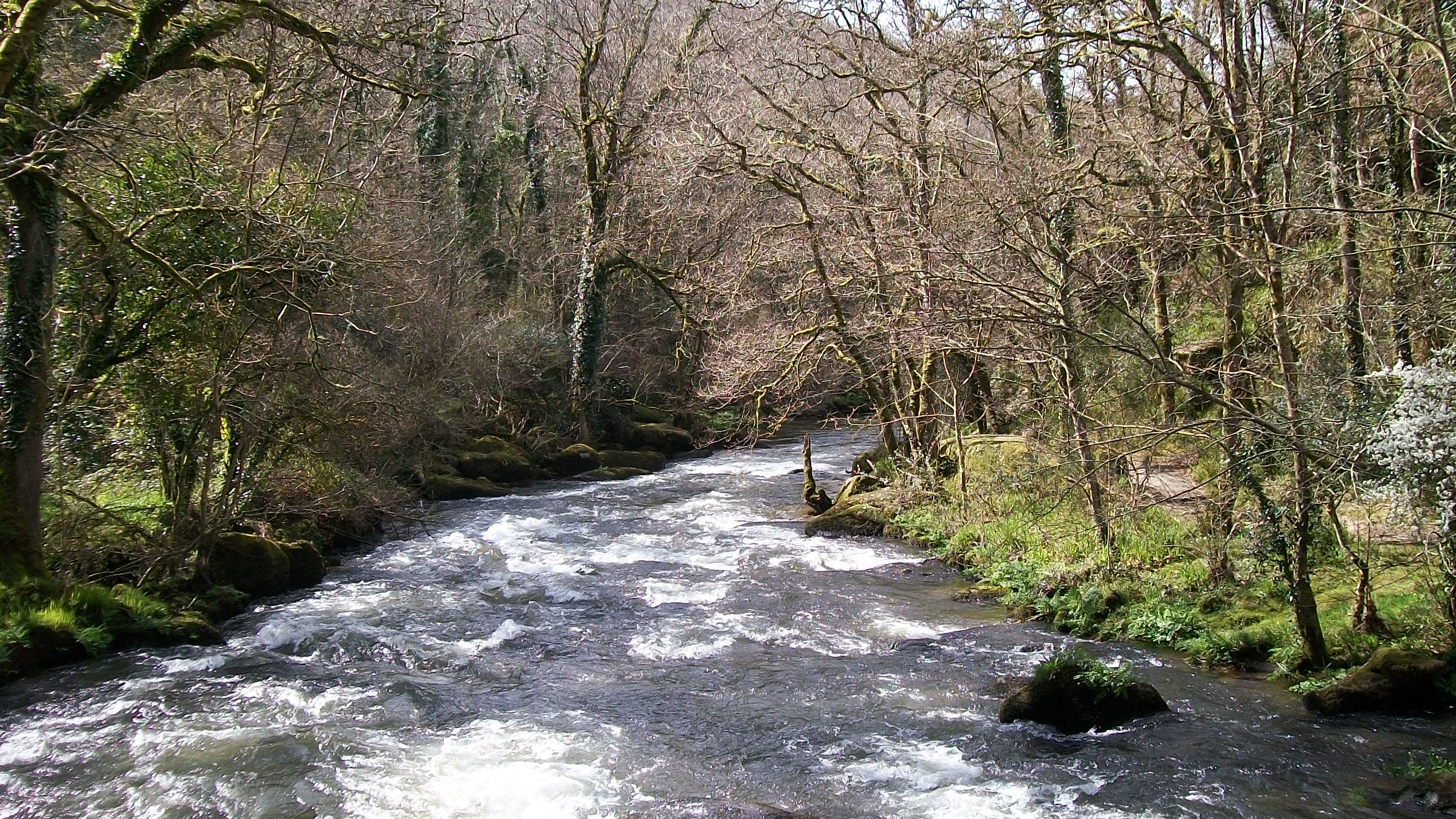
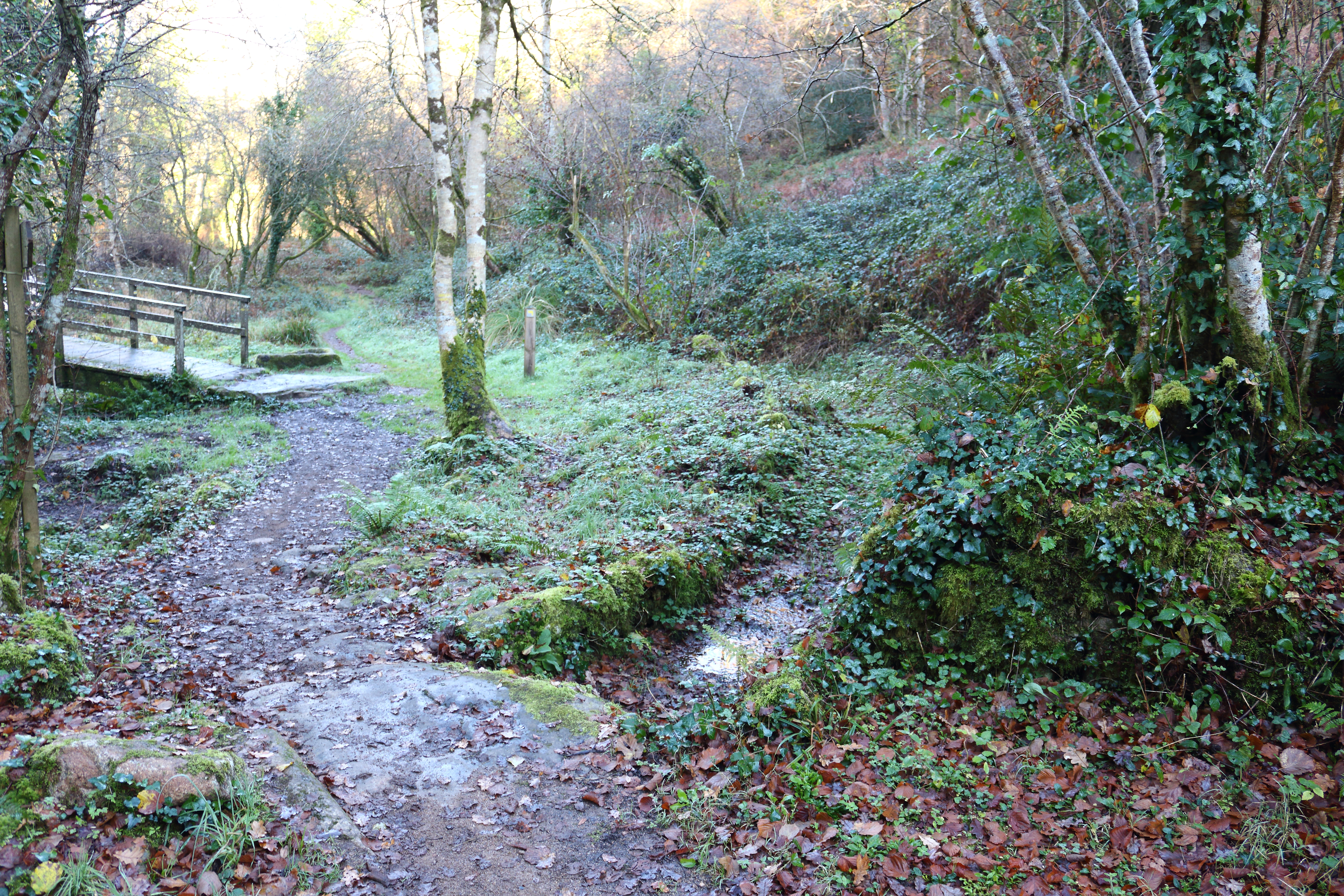
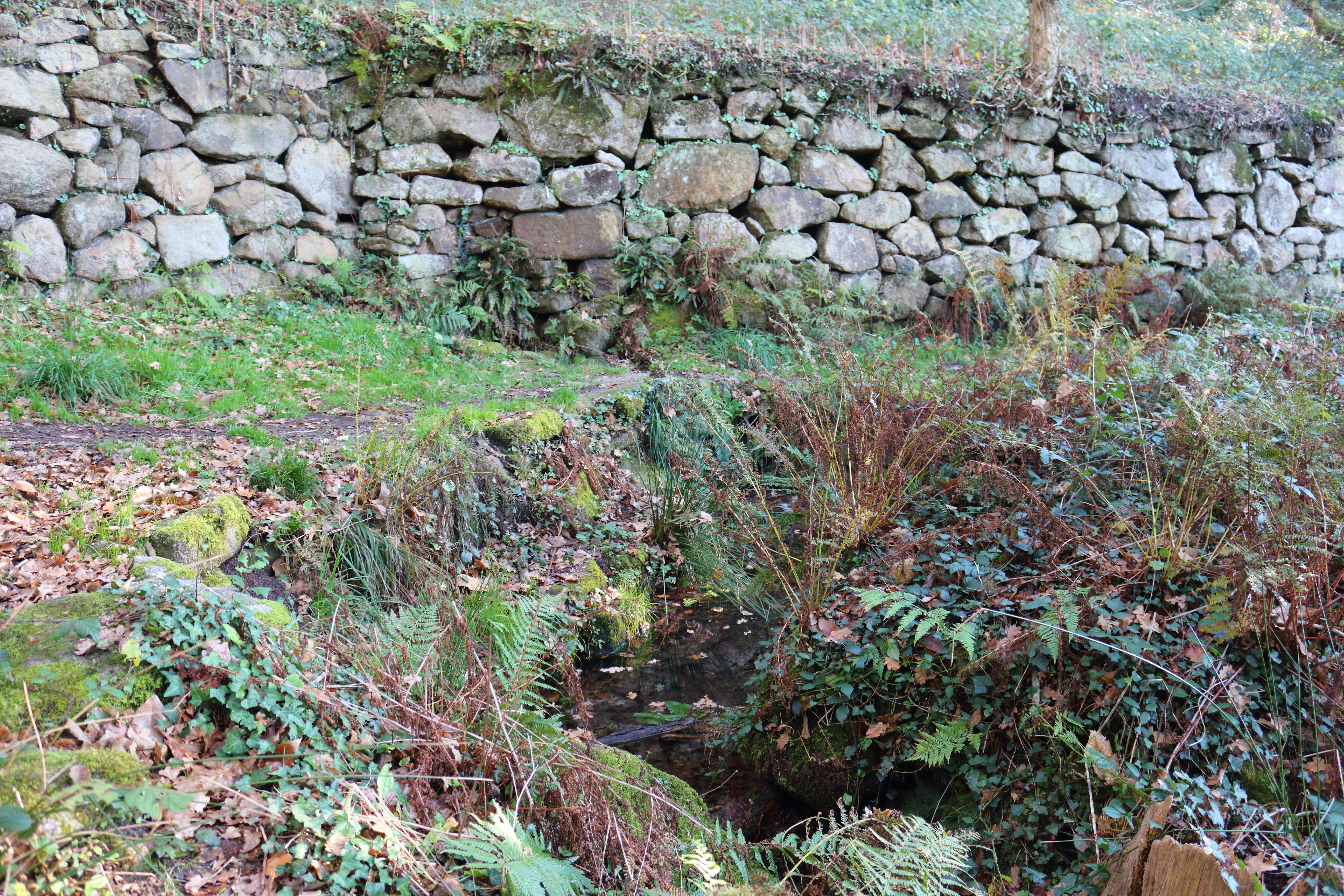
Fontaine de Meilh Poull dans les gorges du Stangala (commune d'Ergué-Gabéric).

## Descriptions
Louis Le Cunff décrit insi le Stangala en 1976 :

« Le Stangala, c'est (..) l'Odet. Mais ce n'est pas l'Odet de Quimper, et encre moins celui de Bénodet. Ce n'est même pas une rivière, mais une sorte de torrent qui gazouille dans un fouillis de verdure, au milieu d'un splendide éboulement de pierres. Rien ne manque : ni les sentes piétonnières qui descendent par gradins jusqu'au lit de la vallée, ni le vieux pont de Pierre et de bois, ni l'ancien moulin à eau, ni le mystère, ni la légende. »

Le Stangala a aussi été décrit dans un article du journal Ouest-France en 2020.